# Plerogyra
Genre
Plerogyra est un genre de scléractiniaires (coraux durs) de la famille des Caryophylliidae.

## Liste d'espèces
Selon World Register of Marine Species (25 septembre 2014) :
- Plerogyra cauliformis Ditlev, 2003
- Plerogyra diabolotus Ditlev, 2003
- Plerogyra discus Veron & Fenner, 2000
- Plerogyra eurysepta Nemenzo, 1960
- Plerogyra multilobata Ditlev, 2003
- Plerogyra simplex Rehberg, 1892
- Plerogyra sinuosa (Dana, 1846)

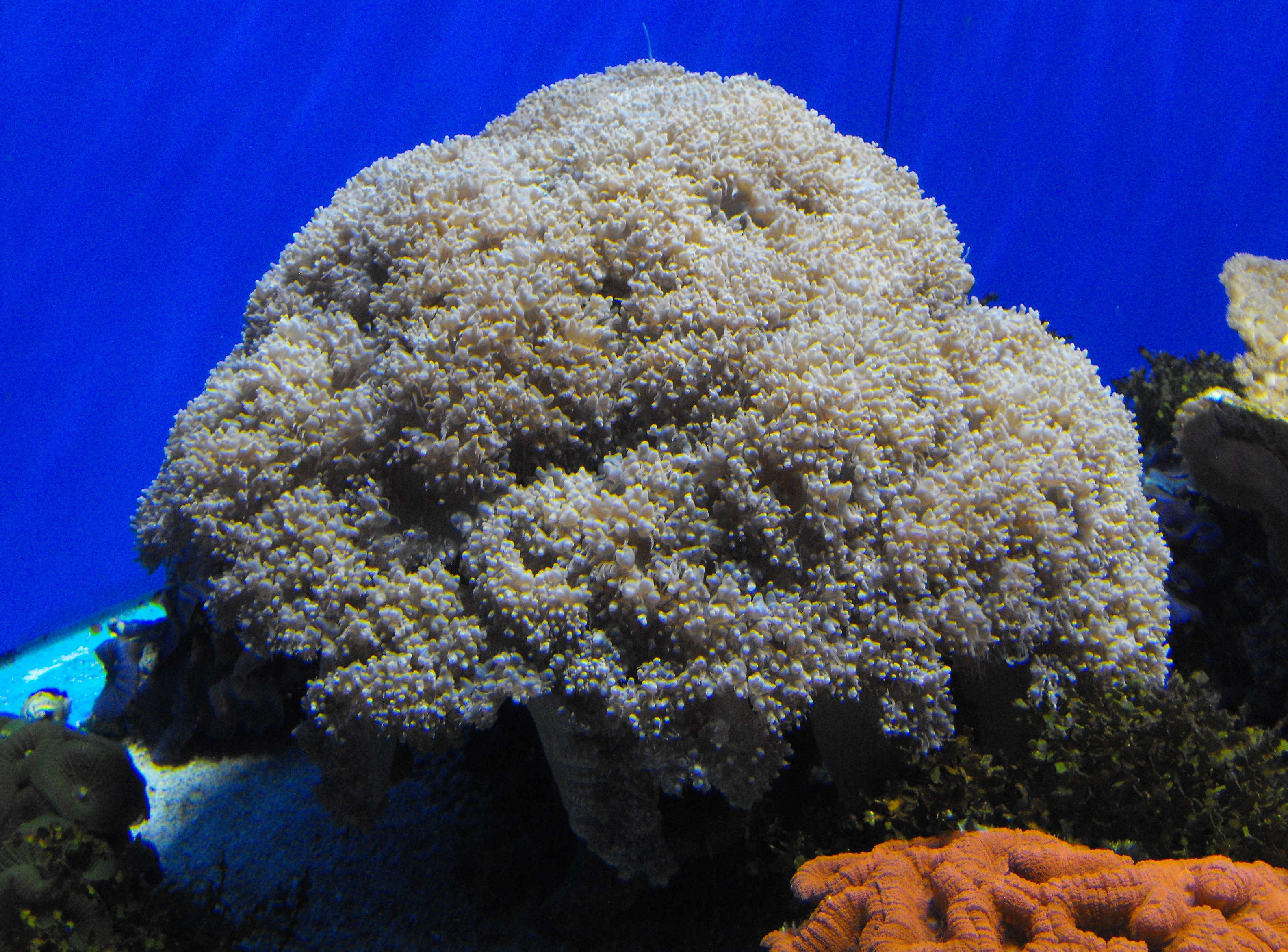
Plerogyra flexuosa
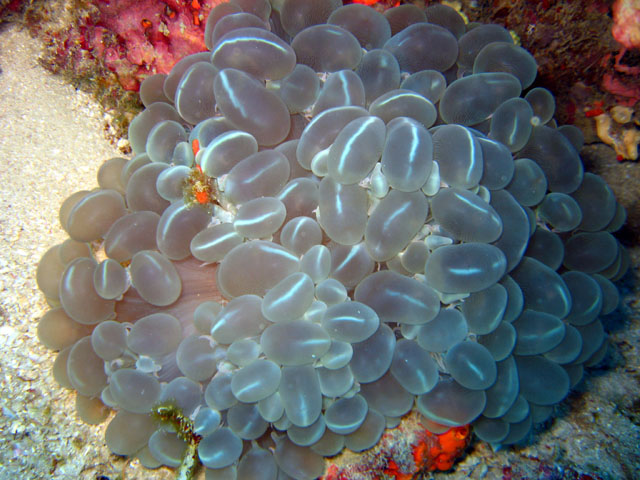
Plerogyra sinuosa
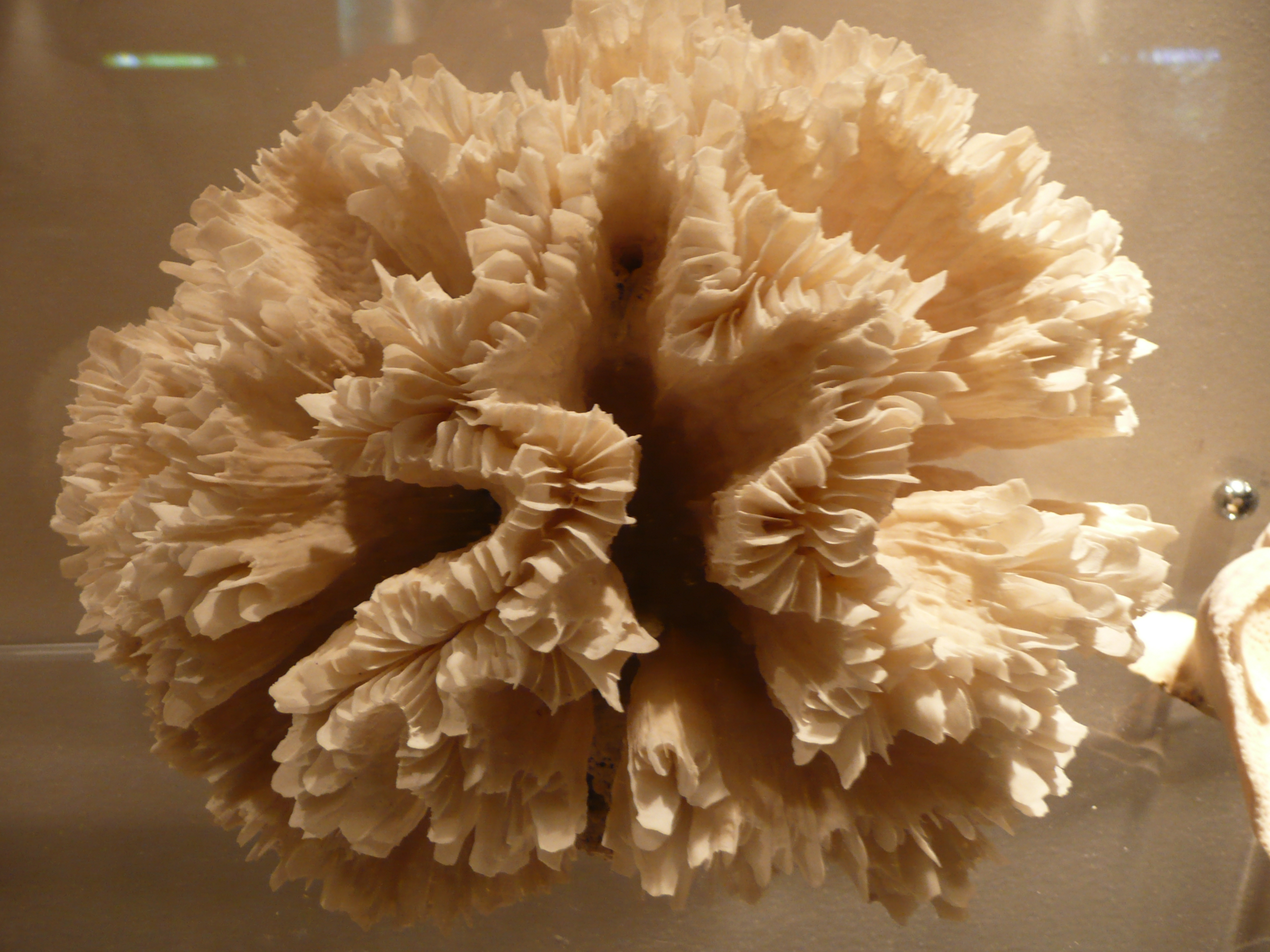
Squelette de Plerogyra sp.